# IJzeren long

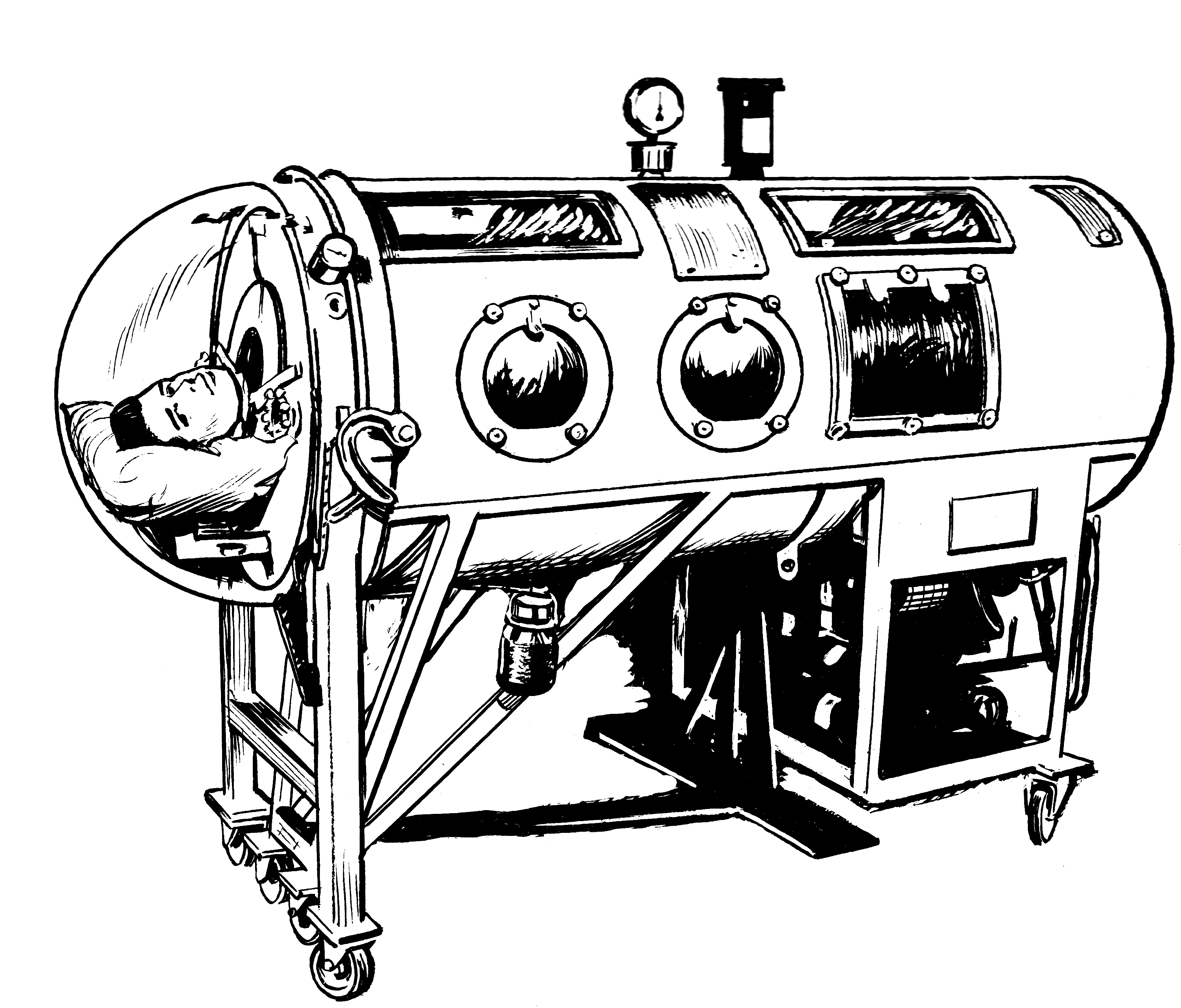
Grafische weergave van een mens in een ijzeren long

De ijzeren long (formeel: negatieve-drukrespirator) is een mensgroot apparaat dat dient ter ondersteuning van de ademhaling bij mensen die niet in staat zijn zelf adem te halen – bijvoorbeeld door verlamming of een andere medische aandoening die de borstspieren en het middenrif verzwakt. Het apparaat werkt zonder het inbrengen van apparatuur in het menselijk lichaam, en verleent dus een niet-invasieve behandelingsmethode.
Het gebruik van een ijzeren long kwam veel voor in de eerste helft van de 20e eeuw als gevolg van polio-infecties.

## Beschrijving
De werking van de ijzeren long is gebaseerd op het mechanische inzicht in de menselijke ademhaling van John Mayow uit 1670. Hij vermoedde dat de mens ademhaalt door met spierkracht de borstholte te vergroten. Aantrekken van het middenrif en borstspieren veroorzaakt vergroting van de borstholte, waardoor onderdruk ontstaat in die holte ten opzichte van de atmosfeer buiten het lichaam. En omdat de borstholte via de keel, mond en neus in verbinding staat met de buitenlucht, stroomt er in geval van onderdruk lucht in de longen totdat de druk binnen en buiten gelijk is.
Mayow toonde dit aan door middel van een proefopstelling met een balg waarin een varkensblaas bevestigd was. Een moderne variant van deze opstelling is een glazen stolp, van onderen afgedekt met een ballon, van boven doorsneden met een buisje en binnen de stolp, bevestigd aan het buisje, nog een ballon.
De eerste praktisch bruikbare ijzeren long stamt uit 1927. Deze werd ontwikkeld door een medisch onderzoeker van Harvard, Philip Drinker, en zijn assistent, Louis Agassiz Shaw. Zij bouwden een apparaat vrijwel naar het model van de balgopstelling van Mayow, maar dan groot genoeg om een mens te bevatten.
Hun doorontwikkelde ontwerp was dat van de veelgebruikte grote stalen buis. In deze buis ligt de patiënt, met enkel het hoofd naar buiten voor contact met de buitenlucht. De buis is verder luchtdicht en door middel van een isolatie-ring rond de nek van de patiënt is het apparaat ook luchtdicht afgesloten. Een tweewegpomp regelt de luchtdruk in de buis en neemt zo de werking van het middenrif over. Door de buis vacuüm te zuigen, dus door het vormen van een negatief drukverschil met de omgeving buiten de buis, expandeert de borstholte. Via de mond van de patiënt volgt dan "gewone" inademhaling. En uitademen geschiedt door de druk in de buis te verhogen.

## Toepassing

### Tot 1955

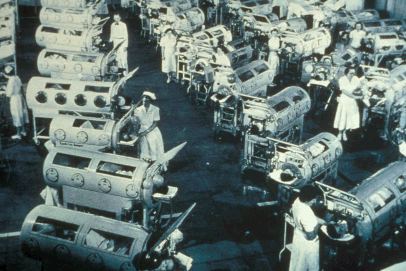
De ijzerenlongafdeling voor de behandeling van poliopatiënten; ziekenhuis Rancho Los Amigos, ca. 1953

Bij haar introductie in 1927 was de ijzeren long een uitkomst voor slachtoffers van het polio-virus, die vaak verlamd raakten (ook in hun middenrif) en stikten doordat ze niet konden ademen.
Bij de behandeling van deze patiënten werd de long meestal alleen toegepast tijdens de acute fase van het ziektebeeld; na verloop van tijd herstelde de spierwerking zich meestal. Sommige patiënten gebruikten de machine later alleen 's nachts, een enkeling bleef permanent patiënt in een long. De ijzeren long werd ontwikkeld en geïntroduceerd in 1927. Hij werd voor het eerst toegepast als reguliere behandelingsmethode in 1928 in het Children's Hospital te Boston.
De long raakte grotendeels in onbruik na 1955, toen dr. Jonas Salk een vaccin ontwikkelde tegen polio en bewezen werd dat een beademing met overdruk net zo effectief was.

### Tegenwoordig
Sindsdien is de ijzeren long een marginaal onderdeel van het arsenaal van de longspecialist geworden. De meeste patiënten die beademd moeten worden, worden ondersteund door gebruik van positieve-druk-respiratoren die lucht in de longen persen, niet via de negatieve-drukrespirator. Het voordeel van positieve-druk-beademingsapparatuur is dat het pompmechanisme goed miniaturiseerbaar is en er verder geen grote apparatuur nodig is – in tegenstelling tot de ijzeren long, die groot genoeg moet zijn om een mens te bevatten. Het voordeel voor de patiënt is dat hij met een positieve-druk-respirator mobiel kan blijven.
Toch zijn er nog kleine groepen patiënten waarvoor behandeling door een ijzeren long de aangewezen methode is. Het betreft hier dan patiënten bij wie het niet mogelijk is om een slang in de luchtwegen in te brengen.
In 1959 werden 1200 mensen door de ijzeren long  beademd, in 2004 waren dat er nog 39, in 2021 nog twee en in 2024 nog maar 1. 